# Frontera entre els Estats Units i el Regne Unit
La frontera entre els Estats Units i el Regne Unit es una frontera totalment marítima situada al Mar Carib i formada per dos segments: 

Mapa de les illes Verges

El primer separa els territoris d'Anguilla i de les Illes Verges Nord-americanes, més exactament Saint Croix sobre la base de l'equidistància. En novembre de 1993 es va formalitzar un tractat amb una línia de demarcació sobre dos punts per una distància de 2,5 km
- Punt (a) : 17° 57' 51" N 63° 53' 53" W
- Punt (b) : 17° 56' 37" N 63° 53' 20" W

El punt b és un trifini amb els Països Baixos al nivell de les illes de Sint Eustatius i Saba].
El segon separa els territoris de les illes Verges Britàniques de les Illes Verges Nord-americanes entre les illes de Tòrtola i Saint John, frontera estesa a Puerto Rico. Un acord signat també en novembre de 1993 fixa el traçat segons una cinquantena de punts:
- Punt 1. 21° 48' 33"N, 65° 50' 31"O.
- Punt 2 :21° 41' 20"N, 65° 49' 13"O.
- Punt 3 :20° 58' 05"N, 65° 40' 30"O.
- Punt 4 :20° 46' 56"N, 65° 38' 14"O.
- Punt 5 :19° 57' 29"N, 65° 27' 21"O.
- Punt 6 :19° 37' 29"N, 65° 20' 57"O.
- Punt 7 :19° 12' 25"N, 65° 06' 08"O.
- Punt 8 :18° 45' 14"N, 65° 00' 22"O.
- Punt 9 :18° 41' 14"N, 64° 59' 33"O.
- Punt 10 :18° 29' 22"N, 64° 53' 50"O.
- Punt 11 :18° 27' 36"N, 64° 53' 22"O.
- Punt 12 :18° 25' 22"N, 64° 52' 39"O.
- Punt 13 :18° 24' 31"N, 64° 52' 19"O.
- Punt 14 :18° 23' 51"N, 64° 51' 50"O.
- Punt 15 :18° 23' 43"N, 64° 51' 23"O.
- Punt 16 :18° 23' 37"N, 64° 50' 18"O.
- Punt 17 :18° 23' 48"N, 64° 49' 42"O.
- Punt 18 :18° 24' 11"N, 64° 49' 01"O.
- Punt 19 :18° 24' 29"N, 64° 47' 57"O.
- Punt 20 :18° 24' 18"N, 64° 47' 00"O.
- Punt 21 :18° 23' 14"N, 64° 46' 37"O.
- Punt 22 :18° 22' 38"N, 64° 45' 21"O.
- Punt 23 :18° 22' 40"N, 64° 44' 42"O.
- Punt 24 :18° 22' 42"N, 64° 44' 36"O.
- Punt 25 :18° 22' 37"N, 64° 44' 24"O.
- Punt 26 :18° 22' 40"N, 64° 43' 42"O.
- Punt 27 :18° 22' 30"N, 64° 43' 36"O.
- Punt 28 :18° 22' 25"N, 64° 42' 58"O.
- Punt 29 :18° 22' 27"N, 64° 42' 28"O.
- Punt 30 :18° 22' 16"N, 64° 42' 03"O.
- Punt 31 :18° 22' 23"N, 64° 40' 59"O.
- Punt 32 :18° 21' 58"N, 64° 40' 15"O.
- Punt 33 :18° 21' 51"N, 64° 38' 22"O.
- Punt 34 :18° 21' 22"N, 64° 38' 16"O.
- Punt 35 :18° 20' 39"N, 64° 38' 32"O.
- Punt 36 :18° 19' 16"N, 64° 38' 13"O.
- Punt 37 :18° 19' 07"N, 64° 38' 16"O.
- Punt 38 :18° 17' 24"N, 64° 39' 37"O.
- Punt 39 :18° 16' 43"N, 64° 39' 41"O.
- Punt 40 :18° 11' 34"N, 64° 38' 58"O.
- Punt 41 :18° 03' 03"N, 64° 38' 03"O.
- Punt 42 :18° 02' 57"N, 64° 29' 35"O.
- Punt 43 :18° 02' 52"N, 64° 27' 03"O.
- Punt 44 :18° 02' 30"N, 64° 21' 08"O.
- Punt 45 :18° 02' 31"N, 64° 20' 08"O.
- Punt 46 :18° 02' 01"N, 64° 15' 39"O.
- Punt 47 :18° 00' 12"N, 64° 02' 29"O.
- Punt 48 :17° 59' 58"N, 64° 01' 02"O.
- Punt 49 :17° 58' 47"N, 63° 57' 00"O.
- Punt 50 :17° 57' 51"N, 63° 53' 53"O.